# Вольная борьба на летних Олимпийских играх 1972 — до 68 кг
Соревнования по вольной борьбе в рамках Олимпийских игр 1972 года в лёгком весе (до 68 килограммов) прошли в Мюнхене с 27 по 31 августа 1971 года во «Wrestling-Judo Hall».
Турнир проводился по системе с начислением штрафных баллов.
- 0 штрафных очков в случае чистой победы или дисквалификации противника, а также неявки;
- 0,5 штрафных очка в случае победы ввиду явного технического превосходства (на восемь и более баллов);
- 1 штрафное очко в случае победы по баллам (с разницей менее восьми баллов);
- 2 штрафных очка в случае результативной ничьей;
- 2,5 штрафных очка в случае безрезультатной ничьей (пассивной ничьей);
- 3 штрафных очка в случае поражения по баллам (с разницей менее восьми баллов);
- 3,5 штрафных очка в случае поражения ввиду явного технического превосходства соперника (на восемь и более баллов);
- 4 штрафных очка в случае чистого поражения или дисквалификации а также неявки.

Трое оставшихся борцов выходили в финал, где проводили встречи между собой. Встречи между финалистами, состоявшиеся в предварительных схватках, шли в зачёт. Схватка по регламенту турнира продолжалась 9 минут в три трёхминутных периода, в партер ставили менее активного борца. Мог быть назначен овертайм. 
В лёгком весе боролись 25 участников. Самым молодым участником был 17-летний Джо Гиллиган, самым возрастным 39-летний Стефанос Иоаннидис. Безусловным фаворитом турнира был чемпион мира 1971 года американец Дэн Гейбл, нередко называющийся величайшим борцом США за всю историю. Ему конкуренцию мог бы составить пятикратный подряд (1965-1970) чемпион мира Абдулла Мовахед, но иранский борец был уже не в былой форме, а получив в первой же встрече травму и вовсе с турнира снялся. Гейбл безжалостно расправился со всеми соперниками и ожидаемо вышел в финал, вместе с японцем Кикуо Вада и советским борцом Русланом Ашуралиевым. В финале Гейблу предстояло бороться лишь с Ашуралиевым, так как Ваду американец победил ещё в ходе предварительного турнира. Ашуралиев в финале уступил и Гейблу, и Ваде, соответственно Гейбл завоевал золотую медаль, Вада — серебряную, а Ашуралиев — бронзовую. 

## Призовые места
- Дэн Гейбл (USA)
- Кикуо Вада (JPN)
- Руслан Ашуралиев (URS)

## Первый круг
| Штрафных баллов | Участник 1                  | Результат               | Участник 2            | Штрафных баллов |
| --------------- | --------------------------- | ----------------------- | --------------------- | --------------- |
| 1               | Али Шахин (TUR)             | По очкам                | Элиэзер Халфин (ISR)  | 3               |
| 1               | Цэдэндамбын Нацагдорж (MGL) | По очкам                | Джагруп Сингх (IND)   | 3               |
| 1               | Руслан Ашуралиев (URS)      | По очкам                | Исмаил Юсейнов (BUL)  | 3               |
| 0,5             | Абдулла Мовахед (IRI)¹      | За явным превосходством | Сегундо Олмейдо (PAN) | 3,5             |
| 1               | Эдуардо Кинтеро (CUB)       | По очкам                | Габриэль Руз (MEX)    | 3               |
| 1               | Петре Поалелунги (ROU)      | По очкам                | Йозеф Энгел (TCH)     | 3               |
| 0               | Удо Шрёдер (GDR)            | Туше (1:08)             | Арона Мане (SEN)      | 4               |
| 0               | Стефанос Иоаннидис (GRE)    | Туше (2:47)             | Жорж Карбасс (FRA)    | 4               |
| 0               | Дэн Гейбл (USA)             | Туше (7:35)             | Сафер Сали (YUG)      | 4               |
| 0               | Клаус Рост (FRG)            | Туше (8:58)             | Рональд Квелле (CAN)  | 4               |
| 0,5             | Влодзимеж Сизлак (POL)      | За явным превосходством | Андре Шардонне (SUI)  | 3,5             |
| 0               | Кикуо Вада (JPN)            | Туше (7:36)             | Джо Гиллиган (GBR)    | 4               |
| 0               | Иожеф Ружняк (HUN)          | Пропускал               |                       |                 |

¹ Снялся с соревнований

## Второй круг
| Штрафных баллов | Участник 1               | Результат               | Участник 2                  | Штрафных баллов |
| --------------- | ------------------------ | ----------------------- | --------------------------- | --------------- |
| 2               | Али Шахин (TUR)          | По очкам                | Иожеф Ружняк (HUN)          | 3               |
| 4               | Элиэзер Халфин (ISR)     | По очкам                | Джагруп Сингх (IND)         | 6               |
| 4               | Исмаил Юсейнов (BUL)     | По очкам                | Цэдэндамбын Нацагдорж (MGL) | 4               |
| 1,5             | Руслан Ашуралиев (URS)   | За явным превосходством | Сегундо Олмейдо (PAN)       | 7               |
| 3               | Йозеф Энгел (TCH)        | Туше (5:45)             | Эдуардо Кинтеро (CUB)       | 5               |
| 1               | Петре Поалелунги (ROU)   | Туше (5:31)             | Габриэль Руз (MEX)          | 7               |
| 1               | Стефанос Иоаннидис (GRE) | По очкам                | Удо Шрёдер (GDR)            | 3               |
| 4               | Жорж Карбасс (FRA)       | Туше (1:50)             | Арона Мане (SEN)            | 8               |
| 4               | Рональд Квелле (CAN)     | По очкам                | Сафер Сали (YUG)            | 7               |
| 0,5             | Дэн Гейбл (USA)          | За явным превосходством | Клаус Рост (FRG)            | 3,5             |
| 5               | Джо Гиллиган (GBR)       | По очкам                | Андре Шардонне (SUI)        | 7,5             |
| 1               | Кикуо Вада (JPN)         | По очкам                | Влодзимеж Сизлак (POL)      | 3,5             |

## Третий круг
| Штрафных баллов | Участник 1                  | Результат               | Участник 2               | Штрафных баллов |
| --------------- | --------------------------- | ----------------------- | ------------------------ | --------------- |
| 3               | Иожеф Ружняк (HUN)          | Туше (4:50)             | Элиэзер Халфин (ISR)     | 8               |
| 5               | Цэдэндамбын Нацагдорж (MGL) | По очкам                | Али Шахин (TUR)          | 5               |
| 4               | Исмаил Юсейнов (BUL)        | Туше (3:27)             | Эдуардо Кинтеро (CUB)    | 9               |
| 1,5             | Руслан Ашуралиев (URS)      | Туше (7:37)             | Йозеф Энгел (TCH)        | 7               |
| 3               | Петре Поалелунги (ROU)      | По очкам                | Удо Шрёдер (GDR)         | 5               |
| 0,5             | Дэн Гейбл (USA)             | Туше (4:03)             | Стефанос Иоаннидис (GRE) | 5               |
| 4               | Жорж Карбасс (FRA)          | Туше (4:53)             | Рональд Квелле (CAN)     | 8               |
| 1,5             | Кикуо Вада (JPN)            | За явным превосходством | Клаус Рост (FRG)         | 7               |
| 3,5             | Влодзимеж Сизлак (POL)      | Туше (7:29)             | Джо Гиллиган (GBR)       | 9               |

## Четвёртый круг
| Штрафных баллов | Участник 1                  | Результат   | Участник 2               | Штрафных баллов |
| --------------- | --------------------------- | ----------- | ------------------------ | --------------- |
| 5               | Цэдэндамбын Нацагдорж (MGL) | Туше (4:42) | Иожеф Ружняк (HUN)       | 7               |
| 5               | Али Шахин (TUR)             | Туше (8:26) | Исмаил Юсейнов (BUL)     | 8               |
| 1,5             | Руслан Ашуралиев (URS)      | Туше (2:23) | Петре Поалелунги (ROU)   | 7               |
| 5               | Удо Шрёдер (GDR)            | Туше (2:17) | Жорж Карбасс (FRA)       | 8               |
| 4,5             | Влодзимеж Сизлак (POL)      | По очкам    | Стефанос Иоаннидис (GRE) | 8               |
| 1,5             | Дэн Гейбл (USA)             | По очкам    | Кикуо Вада (JPN)         | 3,5             |

## Пятый круг
| Штрафных баллов | Участник 1                  | Результат   | Участник 2             | Штрафных баллов |
| --------------- | --------------------------- | ----------- | ---------------------- | --------------- |
| 6               | Али Шахин (TUR)             | По очкам    | Руслан Ашуралиев (URS) | 4,5             |
| 6               | Цэдэндамбын Нацагдорж (MGL) | По очкам    | Удо Шрёдер (GDR)       | 8               |
| 1,5             | Дэн Гейбл (USA)             | Туше (4:13) | Влодзимеж Сизлак (POL) | 8,5             |
| 4,5             | Кикуо Вада (JPN)            | Пропускал   |                        |                 |

## Финал

### Встреча 1
| Штрафных баллов | Участник 1       | Результат | Участник 2             | Штрафных баллов |
| --------------- | ---------------- | --------- | ---------------------- | --------------- |
|                 | Кикуо Вада (JPN) | По очкам  | Руслан Ашуралиев (URS) |                 |
|                 | Дэн Гейбл (USA)  | Пропускал |                        |                 |

### Встреча 2
| Штрафных баллов | Участник 1       | Результат | Участник 2             | Штрафных баллов |
| --------------- | ---------------- | --------- | ---------------------- | --------------- |
|                 | Дэн Гейбл (USA)  | По очкам  | Руслан Ашуралиев (URS) |                 |
|                 | Кикуо Вада (JPN) | Пропускал |                        |                 |